# Les Charmettes
Les Charmettes è una tenuta, composta da una casa e da un parco, situata a poca distanza dalla città francese di Chambéry. Nella casa visse, tra il 1736 e il 1742, il filosofo ginevrino Jean-Jacques Rousseau; qui, sotto la protezione della nobildonna Françoise-Louise de Warens, con la quale intrattenne anche una relazione sentimentale, Rousseau trascorse alcuni anni di serenità durante i quali affinò la sua preparazione intellettuale e approfondì i suoi studi di filosofia, geometria, latino, storia, geografia e astronomia.

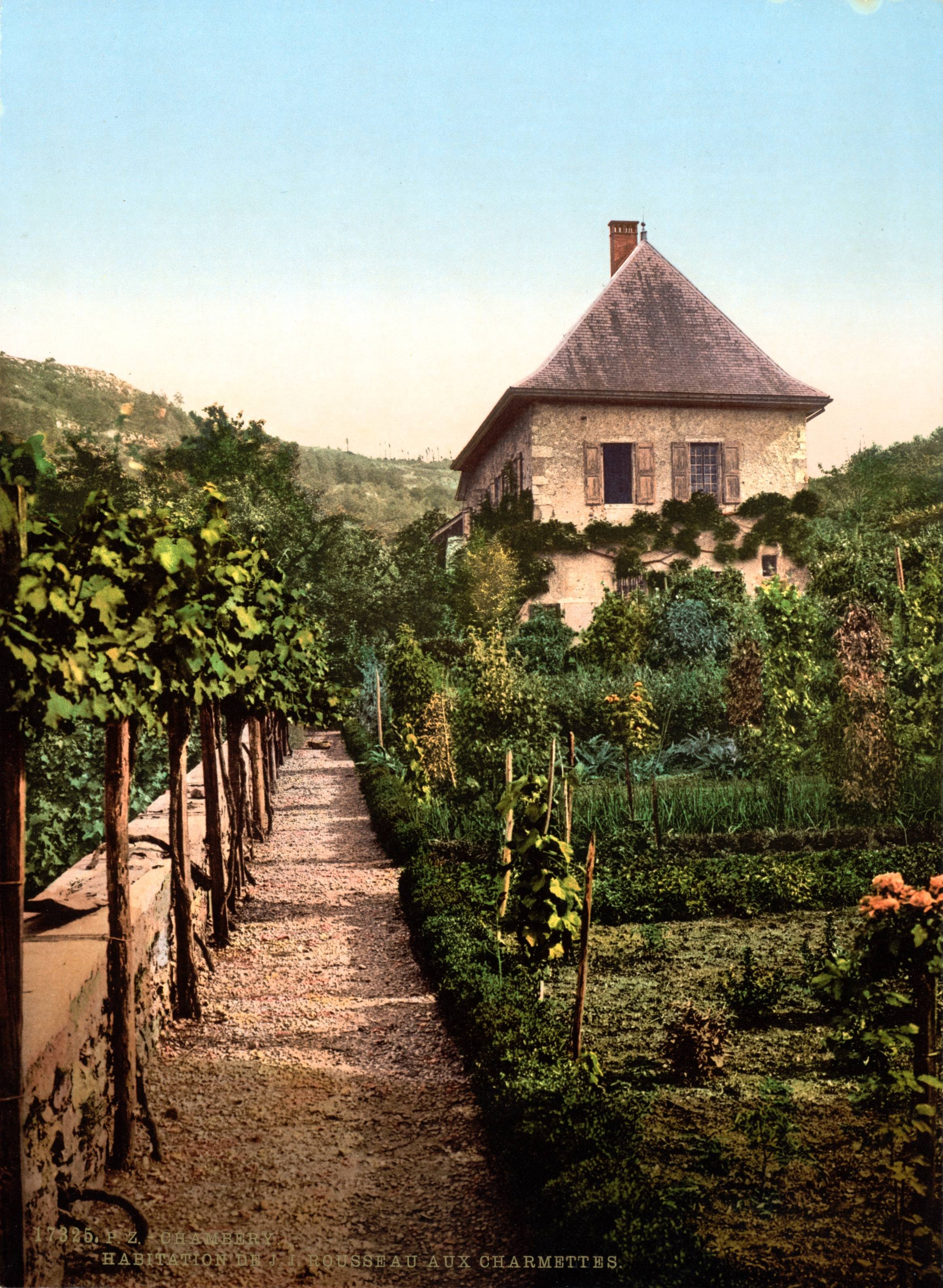
Les Charmettes alla fine del XIX secolo.

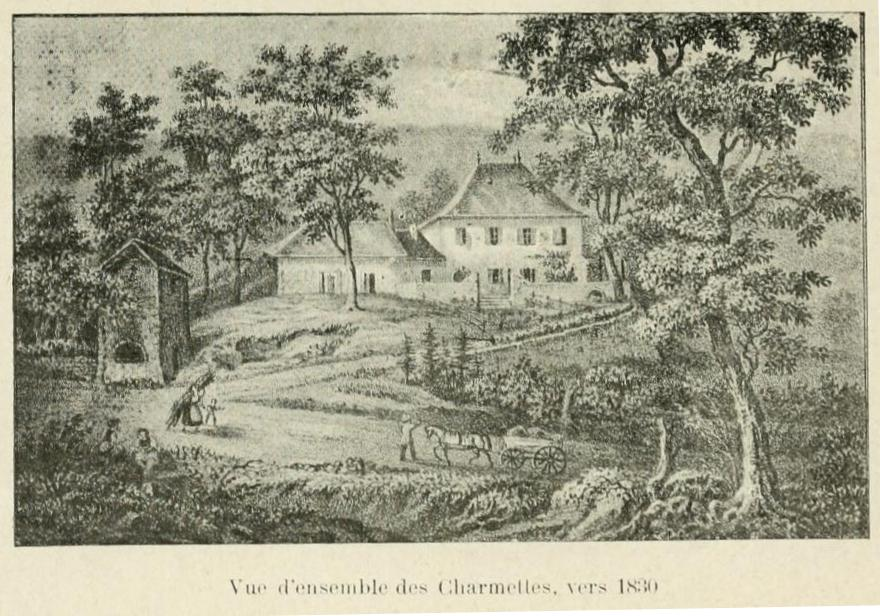
Veduta d'insieme della casa e del parco di Les Charmettes intorno al 1830.

Dopo la morte di Rousseau, avvenuta nel 1778, e dopo la pubblicazione postuma di due delle sue ultime opere (Le confessioni e Le fantasticherie del passeggiatore solitario, in cui rievocava con dolcezza il periodo passato a Les Charmettes) la tenuta divenne meta di pellegrinaggio per gli ammiratori del filosofo e scrittore: tra di essi si annoverarono dapprima molti degli artefici della Rivoluzione francese, che consideravano Rousseau uno dei loro padri spirituali, e poi alcuni autori romantici, ugualmente influenzati dalla sua opera.
Nel 1810 la tenuta di Les Charmettes venne acquistata da George Marie Raymond, il quale l'anno successivo aprì la casa e il parco ai visitatori, trasformando la proprietà in un museo dedicato alla memoria di Rousseau. Nel 1905 il museo divenne proprietà comunale della città di Chambéry e venne elevato allo status di monumento storico.
Il museo è tuttora aperto al pubblico.